# Ô Quân Mai
Ô Quân Mai hoặc Ổ Quân Mai (tiếng Trung: 鄔君梅, bính âm: Wū Jūn Méi, tiếng Anh: Vivian Wu; sinh ngày 5 tháng 2 năm 1966) là nữ diễn viên người Mỹ gốc Hoa. Cô đã tốt nghiệp Đại học Hawaii Pacific, Hoa Kỳ.
Bà kết hôn với đạo diễn người Mỹ Oscar Luis Costo năm 1996 được biết đến với các vai diễn trong Hoàng đế cuối cùng (1987), Trời và đất (1993), Phúc Lạc Hội (1993), Sách gối (1996), Sùng Khánh Hoàng thái hậu trong Như Ý Truyện... và là nhân vật lịch sử Tống Mỹ Linh trong Ba chị em họ Tống (1997) và Đại nghiệp kiến quốc (2009) và Departed Heroes (2011). Cô là một trong 4 giám khảo của "Worlds got Talent" của Hồ Nam TV.

## Đời sống
Ô Quân Mai sinh vào năm 1966 ở Thượng Hải trong một gia đình điện ảnh. Tổ tiên của cô ở Phụng Hóa, Chiết Giang (nay là Phụng Hóa, thành phố Ninh Ba). Cô là cháu gái lớn của "Vua thuốc lá" Ô Dĩnh Sinh ở Trung Quốc. Mẹ của cô là Châu Mạn Phương - một nữ diễn viên nổi tiếng.  Năm 1983, ở tuổi 16, cô tham gia bộ phim "Thanh xuân vạn tuế" của đạo diễn Hoàng Thục Cần.
Năm 1990, Ô Quân Mai được tạp chí People bình chọn là một trong 50 người đẹp nhất thế giới.
Năm 1993, cô tham gia bộ phim "Tiêu thất đích nữ nhi" của đạo diễn Oscar Luis Costo sau đó hai người yêu nhau và kết hôn vào ngày 30 tháng 12 năm 1996.
Trong những năm qua, cô đã thực hiện nhiều bộ phim ấn tượng hơn là trong "Ba chị em họ Tống" của đạo diễn Hồng Kông Trương Uyển Đình và "Đại nghiệp kiến quốc" của đạo diễn Trung Quốc Hàn Tam Bình. Cô đã đóng vai Tống Mỹ Linh hai lần, trong bộ phim "Sách gối" cô gây ấn tượng khi táo bạo thực hiện các màn trình diễn khỏa thân.

## Hôn nhân viên mãn
Cuộc sống diễn viên ở Hollywood đã giúp Ổ Quân Mai trưởng thành từng ngày, không những cho cô nhiều cơ hội theo đuổi nghiệp diễn xuất mà còn đưa đẩy khiến cô gặp được mối nhân duyên đó là vị đạo diễn Oscar Luis Costo.
Sau đó hai người đã phải lòng nhau, họ kết hôn năm 1996 và sống hạnh phúc đã hơn 2 thập kỷ. Những năm gần đây, sức khỏe của bố Ổ Quân Mai không tốt nên cô đã quyết định quay về Trung Quốc sống và làm việc.
Người chồng ngoại quốc vì thương vợ nên cũng gác mọi công việc ở Mỹ và theo cô về Trung Quốc sinh sống.
Mặc dù hiện tại ở tuổi 52 cặp đôi vẫn chưa có mụn con nào nhưng họ vẫn rất hài lòng với cuộc sống của mình. Ổ Quân Mai chia sẻ: "Con cái là duyên phận trời cho, chúng tôi không quá trông đợi, chỉ cần sống trọn vẹn những ngày hiện tại là đủ".
Sau khi về Trung Quốc, Ổ Quân Mai xuất hiện trước truyền thông với hình ảnh hoàn toàn mới, cô tham gia nhiều tác phẩm điện ảnh lẫn truyền hình, mỗi vai diễn đều để lại ấn tượng đặc biệt trong lòng khán giả.
Đặc biệt, gần đây nhất chính là vai diễn Sùng Khánh Hoàng thái hậu trong phim truyền hình Như Ý truyện, Ô Quân Mai đã xuất sắc thể hiện được thần thái của nhân vật và cùng Châu Tấn tạo nên những màn cung đấu xuất sắc trong từng thước phim.

## Phim đã tham gia
| Năm  | Tên phim bằng tiếng Việt          | Tên phim bằng tiếng Trung | Tên phim bằng tiếng Anh            | Vai diễn                         |
| 1983 | Thanh xuân vạn tuế                | 青春萬歲                  | Forever Young                      |                                  |
| 1984 | Hắc tinh đình                     | 黑蜻蜓                    |                                    |                                  |
| 1986 | Siêu quốc giới hành động          | 超國界行動                | Crossing Border Action             |                                  |
| 1987 | Hoàng đế cuối cùng                | 末代皇帝                  | The Last Emperor                   | Thục phi Văn Tú                  |
| 1990 | Long tại Trung Quốc               | 龍在中國                  | Shadow of China                    |                                  |
| 1990 | Thiết dư ty                       | 鐵與絲                    | Iron & Silk                        |                                  |
| 1991 | Cường thực trang giáp             | 強殖裝甲                  | The Guyver                         | Mizuki Segawa                    |
| 1993 | Ninja rùa đột biến Tuổi teen      | 忍者龜III                 | Teenage Mutant Ninja Turtles III   | Mitsu                            |
| 1993 | Phúc Lạc Hội (Câu lạc bộ Hỷ Phúc) | 喜福會                    | The Joy Luck Club                  | Mẹ của An Mei                    |
| 1993 | Trời và đất (Thiên và địa)        | 天與地                    | Heaven & Earth                     | Madame Lien                      |
| 1996 | Sách gối                          | 枕邊禁書                  | The Pillow Book (The Book Book)    | Nặc Tử                           |
| 1996 | Mai khôi tuyền qua                | 玫瑰漩渦                  | Roses Are Red                      | Lâm HUệ                          |
| 1997 | Ba chị em họ Tống                 | 宋家皇朝                  | The Soong Sisters                  | Tống Mỹ Linh                     |
| 1998 | Sự lừa dối hào nhoáng             | 衝出越戰                  | A Bright Shining Lie               | Lee                              |
| 1998 | Blindness                         |                           |                                    |                                  |
| 1999 | Bát hữu nhị phận nhất nữ nhân     | 八又二分一女人            | 8½ Women                           | Kita                             |
| 2000 | Ngũ tinh cấp sát nhân dạ          | 五星級殺人夜              | Dinner Rush                        | Nicole Chan                      |
| 2002 |                                   | Red Skies                 |                                    | Lee                              |
| 2003 | Đoạt bảo sinh tử chiến            | 奪寶生死戰                | Encrypt                            | Đới An Na                        |
| 2005 | Sắc đẹp vĩnh cửu                  | 美人依舊                  | Beauty is still                    | Anh Tử                           |
| 2005 | Trung Quốc tiên sinh              | 中國先生                  | Kinamand                           | Ling                             |
| 2005 | Y phù dư hoả mã                   | 伊芙與火馬                | Eve and the Fire Horse             | May Lin Eng                      |
| 2007 | Thượng Hải hồng mỹ lệ             | 上海紅美麗                | Shanghai Mystery                   | Chu Mỹ Lệ                        |
| 2008 | Đào hoa vận                       | 桃花運                    | Desires of the heart               | Diệp Thánh Anh                   |
| 2009 | Đại nghiệp kiến quốc              | 建國大業                  | The Founding of a Republic         | Tống Mỹ Linh                     |
| 2009 | Trầm tạp đích lữ trình            | 沈卡的旅程                |                                    |                                  |
| 2011 | Giới yên bất giới tửu             | 戒菸不戒酒                | Under The Influence                | Đào Lưu Nhạn                     |
| 2011 | Cầm động ngã tâm                  | 琴動我心                  | The Story of A Piano               | Mẹ                               |
| 2011 | Tuyết Hoa và cây quạt bí mật      | 雪花秘扇                  | Snow Flower and the Secret Fan     | Cô                               |
| 2012 | Tra vô thử nhân                   | 查無此人                  | To Forgive                         | Uất Chi                          |
| 2012 | Nam bình hồng lệ                  | 南平紅荔                  | Judge zhan                         | Chiêm Hồng Lệ                    |
| 2013 | Bô nhũ kỳ đích nữ nhân            | 哺乳期的女人              | Feed Me                            | Viện trưởng                      |
| 2013 | Cung Tỏa Trầm Hương               | 宮鎖沉香                  | The Palace (Palace: Lock Sinensis) | Đức phi/Hiếu Cung Nhân Hoàng hậu |
| 2014 | Vương bài                         | 王牌                      | Who Is Undercover                  | Mẹ của Tiểu Hồng                 |
| 2015 | Tôi là nữ hoàng                   | 我是女王                  | The Queens                         | Đề Na                            |
| 2015 | Nhật ký tìm chồng của Đỗ La La    | 杜拉拉追婚記              | Go Lala Go 2                       | Khúc Lạc Dịch                    |
| 2016 | Người cha tuyệt vời               | 一切都好                  | Everybody's Fine                   | Dì Tứ Xuyên                      |
| 2017 | Bữa tối sáu người                 | 六人晚餐                  | Youth Dinner                       | Tô Cầm                           |
| 2017 | Nhà số 81 Kinh thành 2            | 京城81號2                 | The House That Never Dies Ⅱ        | Mẹ kế Chất Sinh                  |
| 2017 | Bố Tướng Con Binh                 | 父子雄兵                  | Father and Son                     | Ô Tiên Tiên                      |
| 2017 |                                   | 胡杨的夏天                | Yang and His Summer                |                                  |
| 2017 | Hoa cỏ chiến tranh                | 烽火芳菲                  | The Chinese Widow                  | Nữu Nữu                          |
| 2018 | Hải Thượng phù thành              | 海上浮城                  | Dead Pigs                          | Vương Chiêu Đệ                   |
| 2018 | Nhất tường chi cách               | 一墙之隔                  |                                    |                                  |
| 2018 | Như Ý truyện                      | 如懿传                    | Ruyi's Royal Love in the Palace    | Sùng Khánh Hoàng thái hậu        |
| 2019 | Đại Tần Phú                       | 大秦赋                    | Qin Dynasty Epic                   | Hoa Dương thái hậu               |
| 2020 | Ngã môn vĩnh bất ngôn khí         | 我们永不言弃              | Knockout                           | Phương Thắng Nam                 |